# Smorzatore d'imbardata
Lo smorzatore d'imbardata, meglio conosciuto con il termine inglese yaw damper, è un dispositivo usato su alcuni aerei per limitare le oscillazioni d'imbardata che si possono innescare durante alcune manovre. È obbligatorio nella maggior parte dei paesi per gli aerei di linea. In questi ultimi aerei è spesso integrato negli autopiloti.
Se la stabilità direzionale del velivolo è limitata, una manovra troppo brusca dell'aereo intorno all'asse di rollio può causare un'oscillazione intorno all'asse d'imbardata.

## Il fenomeno del dutch roll

Animazione che mostra il fenomeno del rollio olandese

Il fenomeno del rollio olandese, meglio noto con il termine inglese dutch roll , è causato da piccole oscillazioni di rollio, scivolata e imbardata. Oscillazioni normali, fisiologiche negli aerei di linea, hanno un periodo non sufficientemente ampio da essere gestito dal pilota: solitamente sono nell'ordine dei 2 secondi. Questo fenomeno non causa solitamente problemi al volo, ma può causare una spiacevole sensazione di nausea ai passeggeri. Tuttavia esistono casi in cui le eccessive e incontrollate oscillazioni hanno portato alla perdita dell'aeromobile, come nel caso dell'incidente del US Air Force KC-135 avvenuto il 3 maggio 2013.
Il nome deriva da una tecnica di pattinaggio su ghiaccio tipica dei Paesi Bassi.

## Principio di funzionamento

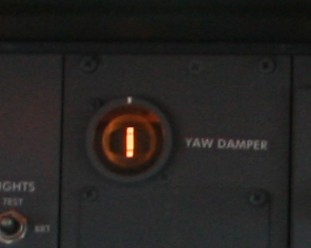
Lo strumento che indica l'azione dello yaw damper su un Boeing 737

Lo smorzatore d'imbardata è composto da uno o più attuatori che agendo direttamente sul timone o indirettamente sul sistema idraulico, smorzano l'effetto del rollio olandese. L'effetto di questi attuatori è minimo, il che riduce anche il livello di pericolosità in caso di guasto; ad esempio su un Boeing 727 gli attuatori possono agire nell'intervallo ± 5°. Il sistema in condizioni normali non causa alcun effetto apprezzabile sulla pilotabilità dell'aeromobile, per questo viene solitamente lasciato inserito per tutto il volo; solo in caso di atterraggio con vento traverso, il sistema può leggermente rallentare la manovra di de-crab.
Oltre agli attuatori, il sistema è costituito da vari sensori e computer di bordo, che elaborando le necessarie correzioni da eseguire e comanda automaticamente gli attuatori del timone in modo opportuno per smorzare l'oscillazione.
È in pratica un'applicazione di un controllo automatico a reazione negativa per migliorare la stabilità di un sistema, concetto applicato in maniera molto più estesa nei sistemi di controllo del volo (Flight Control System) di tipo fly-by-wire. Tuttavia, lo yaw damper richiede per molti aerei fly-by-wire ancora cablaggi e attuatori dedicati, a causa delle piccole variazioni richieste dagli attuatori stessi, ad esempio per il Boeing 777 il sistema è indipendente dagli altri comandi fly-by-wire.